# Pegantha godeffroyi
Pegantha godeffroyi är en nässeldjursart som först beskrevs av Ernst Haeckel 1879.  Pegantha godeffroyi ingår i släktet Pegantha och familjen Solmarisidae. Inga underarter finns listade i Catalogue of Life.